# Sainte-Madeleine-de-la-Rivière-Madeleine
Sainte-Madeleine-de-la-Rivière-Madeleine es un municipio canadiense situado en la provincia de Quebec.

## Superficie
Sainte-Madeleine-de-la-Rivière-Madeleine tiene una superficie de 262,35 km².

## Demografía
En 2021, tenía 289 habitantes, una densidad poblacional de 1,1 hab./km², y 224 viviendas.